# Université médicale d'État de Zaporijjia
L'université médicale d'État de Zaporijjia  -  ZSMU (en ukrainien : Запорізький державний медичний університет) est une université qui se trouve à Zaporijjia, rue Mayakovski.

## Structure de l'université
En 1973 elle s'ouvre aux étudiants étrangers. Elle a un département de pharmacie et un de médecine.